# Chentkaus III.
Chentkaus III. byla egyptská královna 5. dynastie, možná manželka faraona Raneferefa a matka faraona Menkauhora.
Její mastaba byla roku 2014 objevena českými archeology v Raneferefově pohřebním komplexu v Abúsíru. Hrobka byla vykradena a poškozena sběrači kamene, přesto se však zachovalo několik předmětů z pohřební výbavy. Dochované nápisy na stěnách hrobky ji titulují jako „ženu krále“ a „matku krále“.